# Oscar Ellinger
Heinrich Oscar Günther Ellinger, född 30 december 1857, död 5 april 1947, var en dansk fysiker och politiker.
Ellinger blev docent vid Landbohøjskolen 1887, professor 1895 och var dess direktör 1916-28. Ellinger var från ungdomen politiskt intresserad och invaldes 1898 i Folketinget, där han hade säte 1898-1901 och 1903-1918, och var en av de konservativas mest betydande krafter, samt tidvis dess ordförande. Från 1921 var Ellinger medlem av Landstinget. 

## Utmärkelser
- Köpenhamns universitets guldmedalj,  1882[4]
- Dannebrogsmännens hederstecken,  1910[4]
- Kommendör av  Vita lejonets orden,  30 juli 1925[5]
- Kommendör av första graden av Dannebrogorden,  1926[4]

[Redigera Wikidata]